# Piero Luxardo
Piero Luxardo Franchi (Padova, 20 gennaio 1952) è un imprenditore italiano.

## Biografia
Presidente della Luxardo S.p.A. di Torreglia, è stato ricercatore confermato al Dipartimento di Italianistica (poi Dipartimento di Studi linguistici e letterari) dell'Università di Padova. In tale veste è stato titolare dell'insegnamento di Letteratura Italiana Contemporanea nel Corso di laurea in Lettere. Ha all'attivo oltre 90 pubblicazioni che riguardano prevalentemente la narrativa italiana del Novecento. Il 22 novembre 2011 viene nominato presidente del comitato di gestione del Premio Campiello per il biennio 2012-2013. Dal novembre 2017 ricopre nuovamente tale incarico.
Nel 2021 la rivista Forbes Italia lo ha inserito nella lista dei 100 manager italiani dell'anno. 

## Opere
- Le figure del silenzio, Padova, CLEUP, 1989
- L'altra faccia degli anni trenta, Padova, CLEUP, 1991
- Lettere italiane del Novecento, Venezia, Cafoscarina, 2012